# Tjørvåg
Tjørvåg is een plaats in de Noorse gemeente Herøy, provincie Møre og Romsdal. Tjørvåg telt 352 inwoners (2007) en heeft een oppervlakte van 0,49 km².